# Chef der Sicherheitspolizei und des SD
Der Chef der Sicherheitspolizei und des SD war in der Zeit des Nationalsozialismus der oberste Verantwortliche der Sicherheitspolizei (Sipo) und des Sicherheitsdienstes des Reichsführers SS (SD). Diese Funktion wurde 1939 von Reinhard Heydrich eingeführt, der ihr erster Inhaber war.
Am 17. Juni 1936 wurde Heinrich Himmler zum Chef der Deutschen Polizei im Innenministerium ernannt. In seiner Eigenschaft als Reichsführer SS und Chef der Deutschen Polizei erließ er am 26. Juni 1936 eine Verfügung, die sowohl die Kriminalpolizei (Kripo) als auch die Geheime Staatspolizei (Gestapo) in die Sicherheitspolizei einreihte. Sie wurde dem Befehl Heydrichs, der Chef des SD war, unterstellt.
Durch Erlass vom 27. September 1939 (mit Wirkung vom 1. Oktober 1939) fasste Himmler die Sicherheitspolizei und den Sicherheitsdienst im Reichssicherheitshauptamt (RSHA) zusammen. Hierdurch wurde Heydrich zum Chef der Sicherheitspolizei und des SD.
Nach Heydrichs Tod am 4. Juni 1942 in Prag in Folge eines Attentats war Himmler zunächst kommissarisch Chef der Sicherheitspolizei und des SD. Danach hatte Ernst Kaltenbrunner vom 30. Januar 1943 bis zum Kriegsende diese Funktion inne.

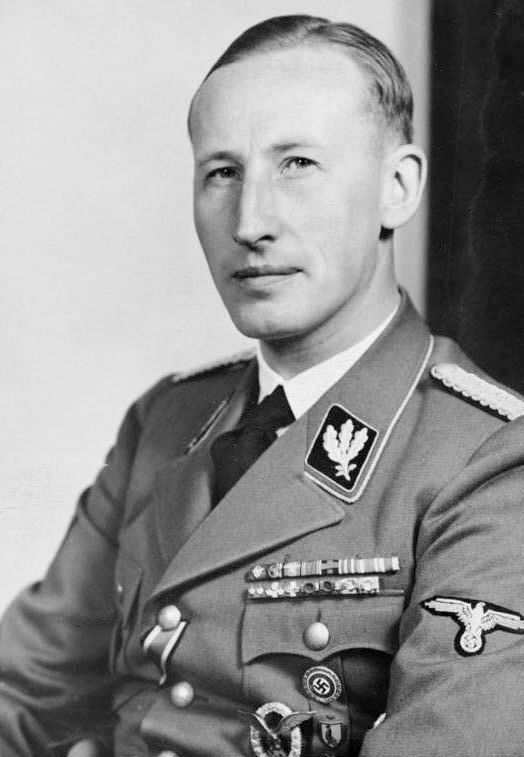
Reinhard Heydrich, 1939–1942 Chef der Sicherheitspolizei und des SD
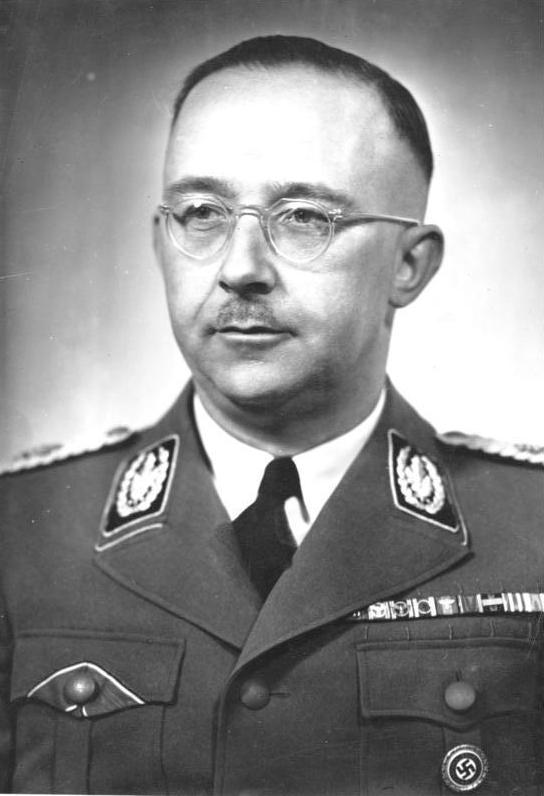
Heinrich Himmler, 1942–1943 kommissarischer Chef der Sicherheitspolizei und des SD
Ernst Kaltenbrunner, 1943–1945 Chef der Sicherheitspolizei und des SD